# Megalostoma
- Commons
- Wikispecies

Megalostoma Leonard, segundo o Sistema APG II, é um gênero botânico da família Acanthaceae.

## Espécie
Aprexenta uma única espécie:
- Megalostoma viridescens
- «Lista das espécies»

## Nome e referências
Megalostoma E.C. Leonard, 1940

## Classificação do gênero
| Sistema | Classificação                       | Referência            |
| ------- | ----------------------------------- | --------------------- |
| APG II  | Ordem Lamiales, família Acanthaceae | APweb, versão 9, 2008 |